# Hucina
Hucina – wieś w Polsce położona w województwie podkarpackim, w powiecie kolbuszowskim, w gminie Niwiska. Wieś leży w odległości ok. 13 km na zachód od Kolbuszowej. 
Nazwa wsi oraz gwarowa postać jej dopełniacza i miejscownika to: Hucina, Huciny, (w) Hucinie. Przymiotnik od nazwy wsi: huciński.
Wieś jest siedzibą sołectwa Hucina, liczącego 180 gospodarstw (w tym 140 gospodarstw rolnych), zajmującego powierzchnię 698,24 hektarów, zamieszkałego przez 502 mieszkańców.
W latach 1975–1998 miejscowość administracyjnie należała do województwa rzeszowskiego.
| SIMC    | Nazwa     | Rodzaj     |
| ------- | --------- | ---------- |
| 0657071 | Staszówka | część wsi  |
| 0657088 | Żabiniec  | przysiółek |

## Historia
Miejscowość wzmiankowana już w XIX wieku.
Wieś powstała na podstawie Rozporządzenia Wojewody Rzeszowskiego z 11 września 1948 roku, przez wyłączenie ze wsi Przyłęk dwóch przysiółków: Hucina i Staszówka, z których utworzono samodzielną wieś (wówczas gromadę) o nazwie Hucina.
Ochotnicza Straż Pożarna została powołana w 1953 roku.

## Kultura i rozrywka
- Koło Gospodyń Wiejskich,
- Związek Młodzieży Wiejskiej "Wici"
- Świetlica wiejska w budynku Domu Strażaka

## Sport i rekreacja

### Sport
- Ludowy Klub Sportowy "Hucina" posiadający stadion sportowy

### Rekreacja
- Dąb szypułkowy (obwód 450 cm, wysokość 20 m, wiek 260 lat)

## Znane osoby pochodzące ze wsi
- Władysław Pogoda (1920-2018) – skrzypek ludowy. Umiejętność gry na skrzypcach pozwoliła mu przeżyć okres II wojny światowej, kiedy jako kilkunastoletni chłopiec został wywieziony na przymusowe roboty do Niemiec. Po wyzwoleniu wrócił w rodzinne strony i zaczął grać w różnych zespołach w Kolbuszowej i okolicach. Stworzył Kapelę Władysława Pogody. Przez wiele lat współpracował z Miejskim Domem Kultury w Kolbuszowej. Zdobył nagrodę im. Oskara Kolberga[8].